# Église Saint-Laurent d'Our
L'église Saint-Laurent est un édifice religieux catholique classé situé à Our dans la commune de Paliseul en province de Luxembourg (Belgique).

## Situation
L'église se situe au centre du petit village ardennais d'Our repris parmi les plus beaux villages de Wallonie. L'église est entourée par un vieux cimetière ceint d'un mur en schiste. On y accède par deux grilles placées à l'avant et à l'arrière du bâtiment, chacune se trouvant entre deux pilastres en pierre calcaire surmontés d'une sphère.

## Historique
Trois édifices ont été successivement érigés en ce lieu. Une première chapelle a été construite vers 1500 par le sieur de Boulin. Elle dépendait de la paroisse de Graide. L'édifice est reconstruit entre 1680 et le début du XVIIIe siècle mais incendié en 1819. Le curé Jean Wolvert fait bâtir l'église actuelle l'année suivante.

## Architecture
Cette église de taille modeste est entièrement construite en schiste blanchi. L'édifice se compose d'une nef de trois travées renforcées par des contreforts sur le côté nord-ouest avec baies à linteau bombé et un chevet à trois pans coupés avec un oculus axial. L'édifice est surmonté d'un clocheton à quatre niveaux : carré à sa base puis octogonal et enfin circulaire pour les deux parties supérieures. Ce clocheton est recouvert d'ardoises comme la toiture.

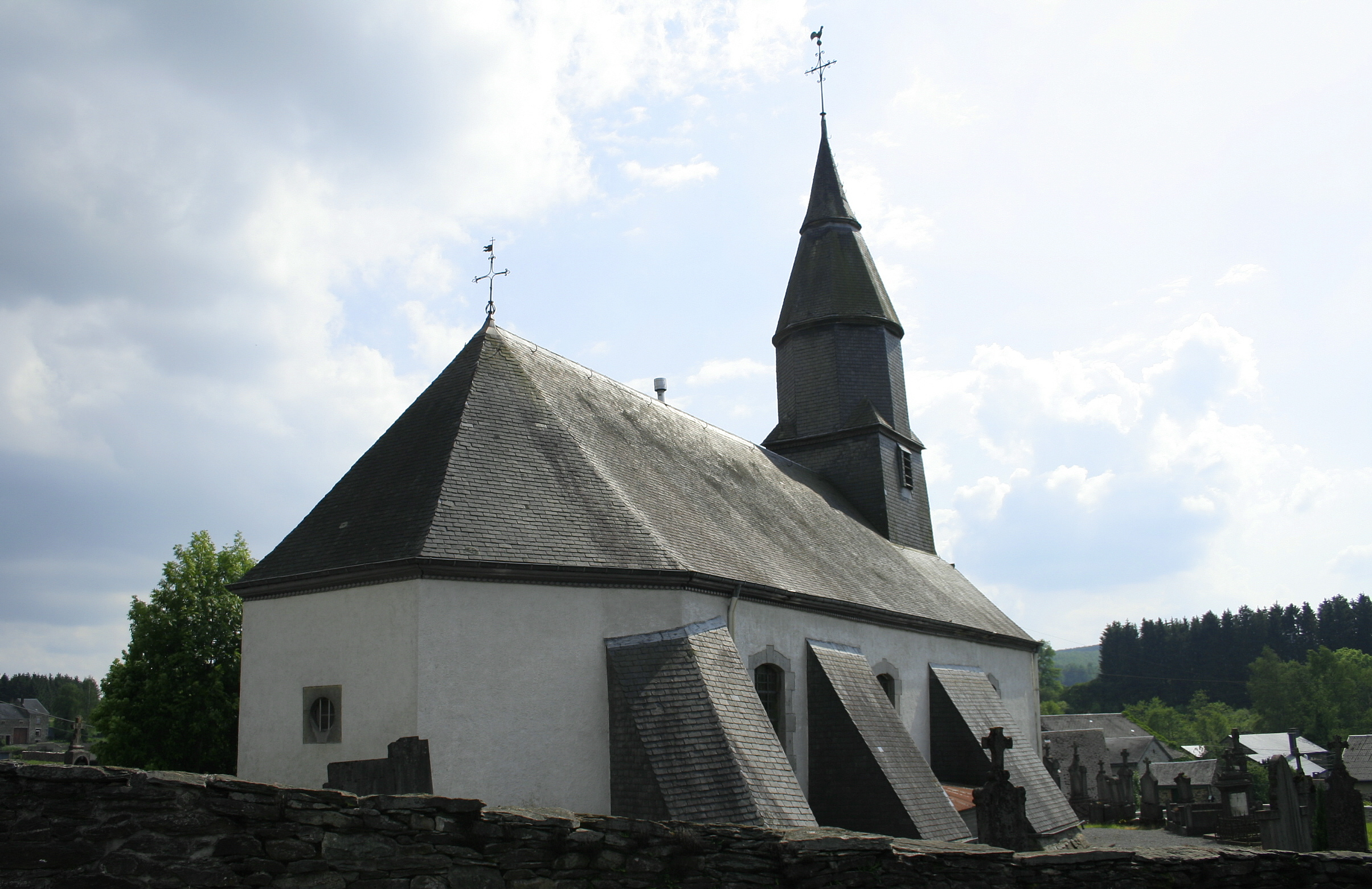